# Košarkarski klub Šentjur
Il Košarkarski klub Šentjur è la principale società di pallacanestro maschile di Šentjur, in Slovenia.

## Palmarès
- Campionato sloveno: 1

2014-15
- Supercoppa slovena: 1

2015